# Nasuconia ellenfutterae

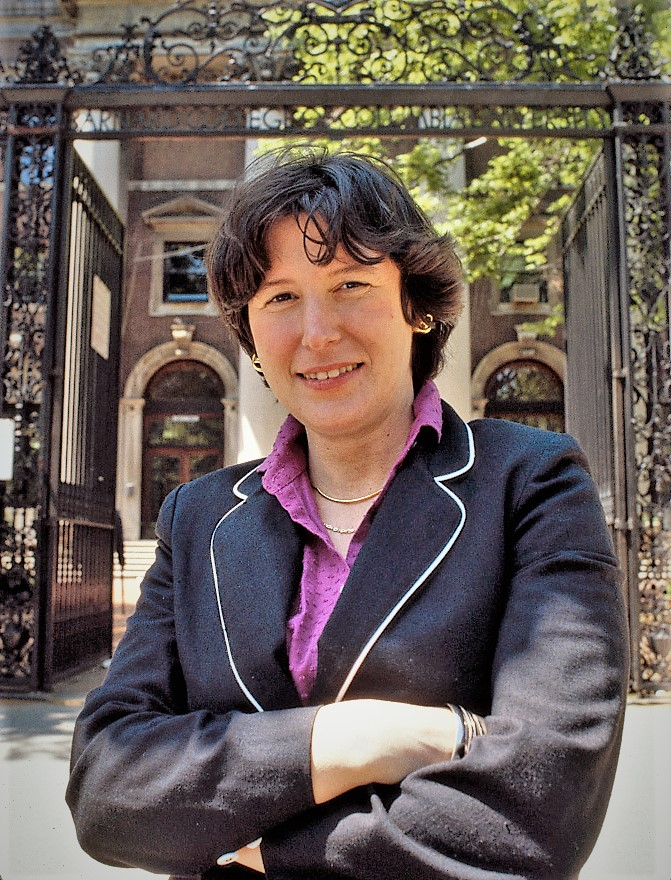
Эллен Фаттер, в честь которой назван вид. Фото 1984 года

Nasuconia ellenfutterae (лат.) — вид горбаток рода Nasuconia из подсемейства Darninae (Membracidae). Неотропика: Эквадор (провинция Орельяна, Reserva Etnica Waorani). Видовое название дано в честь Эллен Фаттер (Ellen Futter), которая в течение 30 лет (1993—2023) занимала пост президента Американского музея естественной истории (AMNH), став первой женщиной в этой должности и чьё творческое руководство способствовало многим научным открытиям.

## Описание
Мелкие равнокрылые насекомые (длина около 8 мм). Характеризуется следующими признаками: (1) преапикальная область заднего пронотального отростка увеличена с двумя округлыми бугорками; (2) при дорсальном виде постеролатеральная область выступает, примерно в той же точке плечевых углов; (3) поперечная крыловая жилка s отсутствует; (4) вершина первой вальвулы гениталий с зубчатыми дорсальным и вентральным краями; (5) вторая вальвула, дорсо-апикальный край с примерно четырьмя неправильными зубцами; (6) пронотум черный; без желтых продольных линий или узлов.
Голова, переднеспинка чёрная, глаза желтые, оцеллии коричневые; ноги в основном черные, контрастирующие с желтыми лапками; рострум отчетливо желтый. Голова, переднеспинка, вентральная сторона брюшка морщинистые, сильно пунктированные; переднеспинка с поперечными бороздками; область передних крыльев костально пунктированная; ноги густо опушены мелкими желтыми волосками.
Этот вид сходен с N. curculionoida и N. guianensis по форме фронтоклипеуса и поперечной приподнятой линии заднего отростка пронотума. Отличается от N. curculionoida и N. guianensis окраской и пронотальной скульптурой. Эти виды коричневые и с приподнятыми линиями или утолщениями; N. ellenfutterae в целом черный, без линий или утолщений на пронотуме. Заметно увеличенный проэпистернум уникален для N. ellenfutterae. Первые вальвулы у N. curculionoida имеют два преапикальных выступа, которые отсутствуют у N. ellenfutterae; вторые вальвулы у N. ellenfutterae имеют около четырех неправильных выступающих зубцов, в отличие от мелких тупых зубцов на дорсальном крае у N. curculionoida. Этот вид представляет собой первую находку рода из Эквадора.